# 1387

سنة 1387 كانت سنة بسيطة تبدأ يوم الثلاثاء (سوف يظهر الرابط التقويم الكامل للعام) حسب التقويم اليولياني.

## أحداث
- حصار أصفهان في الفترة ما بين 16 نوفمبر ونوفمبر.

## مواليد
- إيوان دي هونيدوارا

## وفيات
- الشيخ عبدالله بن محمد بارضوان